# آنتونیو بروسو
آنتونیو بروسو (انگلیسی: Antonio Broso؛ زادهٔ ۲۵ فوریهٔ ۱۹۹۱) بازیکن فوتبال اهل ایتالیا است.
از باشگاه‌هایی که در آن بازی کرده‌است می‌توان به باشگاه فوتبال کروتونه و باشگاه فوتبال مسینا اشاره کرد.